# جاي فرانكلين
جاي فرانكلين (بالإنجليزية: Jay Franklin)‏ هو لاعب كرة قاعدة أمريكي، ولد في 16 مارس 1953 في مقاطعة أرلنغتون في الولايات المتحدة.